# 怀特霍尔 (阿拉巴马州)
怀特霍尔（英語：White Hall），是美国阿拉巴马州下属的一座城市。面积约为15.3平方英里（约合39.63平方公里）。根据2010年美国人口普查，该市有人口858人，人口密度为56.07/平方英里（约合21.65/平方公里）。